# Silhouette (wyspa)
Silhouette – wyspa w archipelagu Seszeli, w obrębie Wysp Wewnętrznych, na północny zachód od Mahé. Jej powierzchnia wynosi 20 km², co czyni ją trzecią pod względem wielkości wyspą kraju. Najwyższym wzniesieniem jest Mont Dauban (740 m n.p.m.). Na stałe mieszka tu 135 osób.
Na Silhouette nie ma dróg, a przyroda zachowana jest tu w stosunkowo niezmienionym stanie. Wyspę zamieszkuje największe bogactwo gatunków fauny i flory na Oceanie Indyjskim.